# Dual (2013)
Dual (auch: Dual – Zu zweit, Original: Dvojina) ist ein Spielfilm des slowenischen Regisseurs Nejc Gazvoda aus dem Jahr 2013.
Zu Beginn des Films begegnen sich zwei junge Frauen, die Slowenin Tina und die Dänin Iben, zufällig in Ljubljana. Beide leiden auf irgendeine Weise und entwickeln innerhalb kürzester Zeit eine starke Zuneigung zur jeweils anderen. Der Film begleitet sie. Da sie die Muttersprache der jeweils anderen nicht beherrschen, reden sie auf Englisch miteinander; daneben wird zu einem nicht unerheblichen Anteil des Films Slowenisch gesprochen und mehrere Sätze sind auf Dänisch.
Der Film wurde nicht synchronisiert, ist aber mit deutschen Untertiteln erhältlich.

## Handlung
Am Flughafen der slowenischen Hauptstadt Ljubljana warten die Passagiere eines Fluges von Kopenhagen nach Athen, eine von ihnen die Dänin Iben (Mitte 20), auf ihren Weiterflug. Da dieser jedoch gestrichen wurde und sie so erst am nächsten Morgen weiterfliegen können, wird die (ähnlich alte) Slowenin Tina, eine Hotelangestellte, beauftragt, die Passagiere ins Hotel zu bringen. Als diese anschließend und nach einem kurzen Gespräch mit Matic, ihrem guten Freund und Kollegen, zum Kleinbus zurückkehrt, stellt sie verwundert fest, dass eine der Passagierinnen, Iben, noch immer dort sitzt. Diese fragt, ob Tina sie durch die Stadt fahren würde. Nach einem zunächst skeptischen Blick willigt Tina ein, woraufhin sie und die geheimnisvolle Iben schweigend durch das ruhige, nächtliche Ljubljana fahren. Als die beiden halten und aussteigen, wird Tina zurückgerufen.
Zurück im Hotel schauen sie sich noch einmal an, bevor Iben schließlich auf ihr Zimmer geht. Es ist schon nach zwölf und obwohl Tina früh am Morgen ein Bewerbungsgespräch bei einer Bank hat – es war ihr letzter Tag –, verweilt sie noch abwesend auf einem Sofa sitzend im Eingangsbereich, in ihrem Rücken die Aufzüge und der Ausgang. Schließlich zieht sie sich um und verlässt das Hotel. Bereits Sympathien zu Iben aufgebaut, schaut sie vorher noch einmal erwartungsvoll zu dem sich gerade öffnenden Fahrstuhl, wird allerdings enttäuscht. Iben hat derweil mit Tränen in den Augen ihr Zimmer verwüstet und steht nun draußen, sich an die Mauer des Hotels anlehnend – ihr Blick leer in der Ferne.
Dort treffen die beiden unerwartet wieder aufeinander, und sie gehen ein paar Meter zusammen. Die Sympathien zwischen den beiden wachsen, und so wandern sie schließlich gemeinsam durch die leere Stadt, unterhalten sich (auf Englisch), scherzen und halten an verschiedenen Orten; dabei fasziniert Tina Ibens spontane Art, dem Leben zu begegnen. Schließlich entscheiden sie sich, dass sie nicht mehr schlafen gehen wollen, und verbringen auch den Rest der Nacht gemeinsam in Ljubljana. Dabei öffnet sich Tina immer mehr und Iben merkt, dass die verträumte Tina nicht glücklich ist. Als der Morgen anbricht, wollen die beiden nicht, dass ihre gemeinsame Zeit schon endet; aber Tina muss zum Bewerbungsgespräch und Iben ihren Flug bekommen. Traurig verabschieden sie sich vor dem Hochhaus der Bank.
In der Bank herrscht eine kühle Atmosphäre und Tina muss absurde, psychologisch motivierte Fragen der Personalerin beantworten. Anschließend ist sie kurz mit der Assistentin des Chefs allein im Zimmer und sie nutzt die Gelegenheit und fragt diese, ob sie, Tina, hier in der Bank glücklich werden würde. Nach einem Zögern schüttelt diese schließlich den Kopf. Daraufhin rennt Tina, scheinbar erleichtert, aus der Bank und hat somit ihre Chance auf den Job verspielt.
Dort wartet überraschenderweise bereits Iben auf sie. Sie hat ihren Flug für Tina verstreichen lassen, und Tina schmeißt nun erst einmal vor Freude ihr Fahrrad die Treppenstufen hinunter. Sie gehen schließlich in ein Lokal. Dort weist Iben Tina darauf hin, dass ihr aufgefallen sei, dass Tina lesbisch ist. Tina bestätigt das daraufhin und Iben sagt, dass es ihr gefalle. Auf die Gegenfrage allerdings vermittelt Iben Tina, dass sie selbst nicht lesbisch sei, sagt aber gleichzeitig: „Es ist mir egal, dass du eine Frau bist, wenn es sich so gut anfühlt.“ („I don't care if you are a girl when it feels so good.“) Daraufhin beginnt Tina amüsiert Iben Dinge, teils unanständige, auf Slowenisch zu sagen. Als Iben sagt, dass sie das auch könne, will Tina, dass Iben ihr ein Geheimnis auf Dänisch erzählt. Nach einem Zögern beginnt Iben: Sie erzählt Tina unter Tränen, dass sie einen unheilbaren Hirntumor habe und bald sterben werde. Das war auch der Grund für den Flug nach Athen; sie wollte weg, weil sie zuhause alle bemitleiden, und deshalb könne sie auch Tina nichts davon erzählen. Tina, die von alledem nichts verstanden hat, schafft es jedoch kurz darauf, Iben wieder aufzuheitern.
Anschließend verbringen sie Zeit auf einem abgelegeneren Bereich eines Bahnhofs mit abgestellten Waggons. Zum Schluss treffen sie dort auf Matic, der sich an Iben erinnert, da sich die zwei schon im Rahmen des Transports zum Hotel begegnet sind. Dieser scheint angetrunken zu sein und ist grob zu Iben, sagt ihr, dass er sie darum beneidet, einfach so zwanglos und ohne Sorgen herumreisen zu können. Er erklärt Iben, dass er mit Tina genau an diesem Ort vor Jahren darüber sprach, zusammen wegzugehen. Sie taten es nicht. Tina und Iben verlassen schließlich den Ort, die Stimmung gedrückt, und entschließen sich dann, zusammen „wegzugehen“. Vorher fahren sie noch zu Tinas Elternhaus, um zu packen und um ihren Eltern die Entscheidung mitzuteilen.
Zunächst zeigen beide Unverständnis. Vor allem Tinas Vater – der sowieso schon wütend auf sie ist, da sie das von ihm mühselig eingefädelte Bewerbungsgespräch nicht genutzt hat – macht sarkastische Sprüche; ihre Mutter jedoch zeigt nach kurzer Zeit Verständnis. Später besucht Tinas Vater Tina in ihrem Zimmer und sagt, dass er eigentlich stolz auf sie sei, da sie sich so entschieden habe, wenngleich er hinzufügt, dass sie niemals glücklich sein werde, sondern nur an einem anderen Ort unglücklich. Währenddessen deutet Tinas Mutter in einem Gespräch mit Iben an, dass auch sie vielleicht weggehen wird, wodurch sie dann aber Domen, ihren etwas speziellen Sohn, der sie – wie Iben es formuliert – braucht, verlassen würde. Zuletzt gibt Tinas Mutter Iben noch mit auf den Weg, dass diese, wenn (original: „when“) sie Tina verlässt, es in einer Art und Weise tun solle, dass Tina den Weg alleine weitergehen kann. (Anm.: Man erfährt nicht, wieso sie denkt, dass Iben Tina verlassen wird.) Im Anschluss schauen sich Tina und Iben noch eine Aufführung von Domen an. Diese findet ein jähes Ende, als die in dem Augenblick sowieso schon den Tränen nahe Iben anfängt zu weinen, nachdem Tina sie mit den Worten „Er hat noch kein Ende.“ („He doesn't have an end yet.“) unfreiwillig an ihr eigenes Schicksal erinnert. Nachdem Iben sich wieder gefangen hat, will Tina vor ihrem Aufbruch noch Matic besuchen.
Die beiden finden bei Matic zuhause eine skurril anmutende Party vor; er selbst steht abwesend in der Menge. Nach ein paar Worten mit ihm küssen sich Tina und Iben leidenschaftlich – es ist ihr erster Kuss. Als Tina anschließend kurz die Augen schließt, kommt Matics (Ex-)Freundin in den Raum und macht die Musik aus. Es stellt sich heraus, dass sie Matic verlassen hat und er nun ausziehen solle; stattdessen veranstaltet dieser eine Party. Nachdem sie wieder gegangen ist, schmeißt Matic wütend alle Gäste raus und sagt zu Tina, sie solle zusammen mit Iben reisen und träumen gehen.
Doch als Tina daraufhin endlich mit Iben aufbrechen will, kann sie diese nicht finden. Ein noch herumlungernder Partybesucher weist Tina darauf hin, dass Iben ihn nach dem Weg zum Bahnhof gefragt hat. An umgeschmissenen Mülltonnen vorbei – Iben hatte Tina mal erzählt, dass sie Dinge zerstört, wenn sie traurig ist – rennt Tina zum Bahnhof. Doch als sie dort ankommt, muss sie erschrocken feststellen, dass Iben nicht mehr da ist. Sie hält an und man sieht sie abwechselnd vor Freude lächelnd und vor Traurigkeit weinend am Bahnsteig stehen. In dem Augenblick, als sie beginnt weiterzugehen, lächelt sie; danach sieht man sie nur noch von hinten und wie sie die Gleise des totenleeren, nächtlichen Bahnhofs entlanggeht.

## Filmtitel
In der slowenischen Grammatik ist der Dual (auch Zweizahl genannt, slowenische Bezeichnung: dvojina) ein dritter Numerus neben Singular (Einzahl) und Plural (Mehrzahl).

## Auszeichnungen
Der Film wurde bei zahlreichen Filmfestivals vorgeführt und war dabei mehrfach für Preise nominiert. Durchsetzen konnte er sich in folgenden Wettbewerben:
16. Festival of Slovenian Film (Slowenien, 2013)
- Vesna in der Kategorie Beste Hauptdarstellerin für Nina Rakovec
- Vesna in der Kategorie Beste Musik für Monkey Cup Dress

23. Oslo Skeive Filmer Film Festival (Norwegen, 2013)
- Auszeichnung als Bester Film

12. CINEDAYS Festival of European Film (Mazedonien, 2013)
- Golden Sun (wird für den besten Film aus der Balkanregion vergeben)

## Veröffentlichung
Der Film hatte seine Uraufführung am 3. Juli 2013 beim Internationalen Filmfestival Karlovy Vary in Tschechien. Nach einer Vorführung im Hof der Burg von Ljubljana (die auch im Film kurz zu sehen ist) lief der Film die Woche darauf am 22. August 2013 regulär in den slowenischen Kinos an.
In Deutschland war er beim Internationalen Filmfest Braunschweig zu sehen und wurde ein gutes Jahr später im Verlauf des Dezembers 2014 im Rahmen der L-Filmnacht der Salzgeber & Co. Medien GmbH, die den Film in Deutschland vertreibt, in mehreren deutschen Städten gezeigt. Am 27. Januar 2015 erschien der Film als OmdU auf DVD. Er lief bereits bei arte und in der ZDF-Sendereihe Das kleine Fernsehspiel.